# Ngô Vĩnh Long
Ngô Vĩnh Long (10 tháng 4 năm 1944 tại Vĩnh Long – 12 tháng 10 năm 2022 tại Bangor, Maine), là một học giả, nhà hoạt động chống chiến tranh, giáo sư về lịch sử tại đại học Maine từ 1985 cho đến khi chết.

## Tiểu sử
Ông sinh ngày 10 tháng 4 năm 1944 tại tỉnh Vĩnh Long, cha của ông là người quê Từ Sơn, Bắc Ninh di cư vào Nam sinh sống, cha ông từng hoạt động cách mạng, tham gia kháng chiến chống Pháp .
Đỗ tú tài với điểm rất cao, Ngô Vĩnh Long là lứa đầu tiên tham gia phong trào sinh viên yêu nước ở Sài Gòn, biểu tình chống chế độ Nguyễn Khánh. Cùng lúc ấy, ông thi lấy học bổng của Trường Đại học Harvard (Harvard college), và người Việt Nam duy nhất thi đỗ là ông. Lúc đó chưa có người Việt Nam nào học ở Harvard.
Vào năm 1964 ông sang Hoa Kỳ du học, sự kiện đáng nhớ nhất trong thời trẻ ở đây là việc cùng với một nhóm các sinh viên Việt Nam khác vào ngày 10.2.1972 đã chiếm giữ toà lãnh sự của chính quyền Sài Gòn ở New York trong lúc các nhân viên chính quyền Sài Gòn đang ăn trưa nhằm đưa ra các tuyên bố với thế giới những đòi hỏi của nhân dân Việt Nam...
Sau khi tốt nghiệp tiến sĩ về lịch sử Đông Á và các ngôn ngữ Viễn Đông tại trường ĐH Harvard, ông làm Tổng Giám đốc Trung tâm tài liệu VN ở Cambridge và hiện nay là giảng viên tại trường đại học Maine.
2000-2001, ông về dạy tại Việt Nam theo chương trình Fulbright, dạy về lịch sử của sự phát triển kinh tế ở Đông và Đông Nam Á từ khi thế chiến thứ Hai chấm dứt và lịch sử của quan hệ quốc tế ở Đông và Đông Nam Á sau chiến tranh lạnh.
Ông qua đời ngày 12-10-2022 tại Bangor, Maine, Mỹ.

## Gia Đình
Ông kết hôn với bà Nguyễn Hội Chân, khi đang học tại Harvard, còn bà là một sinh viên tại Đại học Radcliffe. Họ ly hôn vào năm 1992. Năm 1998, ông kết hôn với người vợ thứ hai, Nguyễn Mai Hương, và sống cùng bà cho đến nay. Những người khác trong gia đình ông gồm Ngô Vĩnh Hội, con trai, và Ngô Thái Ân, con gái, từ cuộc hôn nhân đầu tiên, cùng với hai con trai từ cuộc hôn nhân thứ hai, Ngô Vĩnh Thiện và Ngô Vĩnh Nhân; ngoài ra còn có hai người cháu.

## Những đóng góp với Việt Nam
Từ năm 1968 đến 1975 ông đã viết trên 300 công trình lớn nhỏ, trong đó có ba cuốn sách. Cuốn sách 300 trang viết và được Viện MIT danh tiếng xuất bản năm 1968 rất đáng giá trong việc nghiên cứu nông thôn Việt Nam, cuốn ‘The Vietnamese Peasants under the French" (Người nông dân Việt Nam dưới chế độ Pháp thuộc)
Những năm gần đây, cũng như một số trí thức Việt kiều khác ông cũng đã có nhiều bài viết về những vấn đề phát triển của Việt Nam với khu vực, nhất là với những sự kiện ngoại giao đa phương
Ngoài các bài viết trên báo chí Việt Nam. Cũng như các trí thức Việt kiều khác, ông còn thường xuyên về nước tham gia các cuộc tọa đàm với những học giả trong nước về các vấn đề xã hội và tham gia các cuộc hội thảo với các trường đại học trong nước về những vấn đề thời sự nóng bỏng trên thế giới hiện nay mà sẽ có những ảnh hưởng lớn đến kinh tế của một số quốc gia cũng như Việt Nam

## Thù ghét
Sau khi chiến tranh Việt Nam kết thúc vào năm 1975, khi hàng trăm ngàn người Việt Nam tới nước Mỹ tị nạn, ông ta trở thành mục tiêu của các mối đe dọa và lăng mạ từ những người đồng hương, một số người buộc tội ông ta là một người biện hộ cho chính phủ Cộng sản Việt Nam.
Vào năm 1981, trong một cuộc nói chuyện tại Harvard về Việt Nam sau chiến tranh, hàng trăm người Mỹ gốc Việt đã tập trung để phản đối ông ta và ném cả bom xăng, nhưng may mắn không phát nổ. Ông ta tiếp tục bị đe dọa, và trong năm sau đó, ông ta đã phải liên tục thay đổi nơi cư trú của mình.
"Tôi đã trở thành trọng tâm của tất cả các sự thù hận và tấn công", ông ấy nói trong một cuộc phỏng vấn ở một hội nghị năm 1999 tại Đại học Brown. "Vì vậy, trong 20 năm tiếp theo, từ năm 1975 đến năm 1995, cuộc sống của tôi như ở dưới địa ngục." 

## Những ý kiến về các vấn đề trong nước
- Nhận xét về tình hình kiểm soát chính trị-xã hội ở Việt Nam trong cuộc phỏng vấn với đài BBC được đăng ngày 1/7/2010:

| “ | ...nhất là trong 5-10 năm qua, tình trạng chuyên quyền và sử dụng quyền lực một cách độc đoán có thể nói lại càng ngày càng tăng...chính quyền hiện nay chuyên quyền hơn, nhưng không phải một cách mù quáng. Sự chuyên quyền hiện nay không phải vì cộng sản hay không cộng sản mà vì lợi ích là phần nhiều. | ” |

- Qua cuộc phỏng vấn với đài BBC vào ngày 28/9/2013 về thể chế chính trị hiện thời:

| “ | Đảng đang làm 'mất thời gian' của nhân dân và các giới trong xã hội khi cố tình trì hoãn cải tổ thể chế, chính trị qua việc tiếp tục không "gạt bỏ" điều 4 về vai trò độc tôn của Đảng Cộng sản lãnh đạo nhà nước và toàn thể xã hội ra khỏi Hiến pháp. | ” |